# الشنطب (حزم العدين)

تعديل مصدري - تعديل

الشنطب محلة تابعة لقرية مقولة، التابعة لعزلة المعيظة بمديرية حزم العدين إحدى مديريات محافظة إب في الجمهورية اليمنية، بلغ تعداد سكانها 84 حسب تعداد اليمن لعام 2004.